# Paradiset (skulptur)

Paradiset (originaltitel: Le Paradis Fantastique) är en skulpturgrupp av Niki de Saint Phalle och Jean Tinguely. Skulpturgruppen står placerad intill Svensksundsvägen nedanför Moderna museet på Skeppsholmen i Stockholm.
Paradiset är en monumental skulpturgrupp i 16 delar. Nio skulpturer är av glasfiberarmerad plast och sju är rörliga maskiner av järn. Skulpturgruppen var en gåva av konstnärerna till Moderna Museet 1971. Från början fanns gruppen längre ner mot Skeppsholmsbron, men efter kritik och protester ledda av aktionsrörelsen Flytta Paradiset flyttades gruppen 1986 till sin nuvarande plats, nedanför gamla exercisplatsen vid Moderna Museet på Skeppsholmen. 1997 konserverades gruppen.

## Bilder

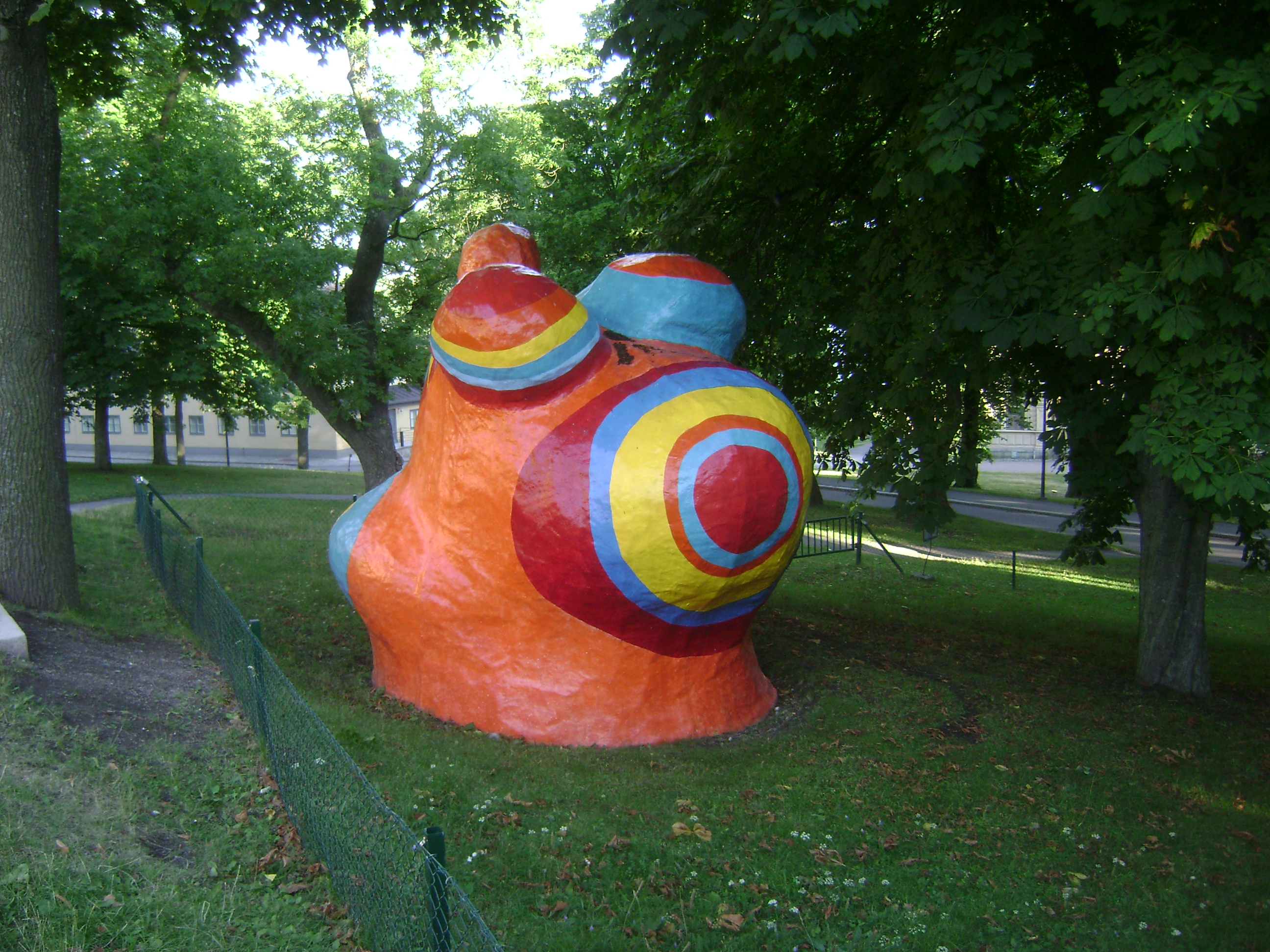
Niki de Saint Phalle
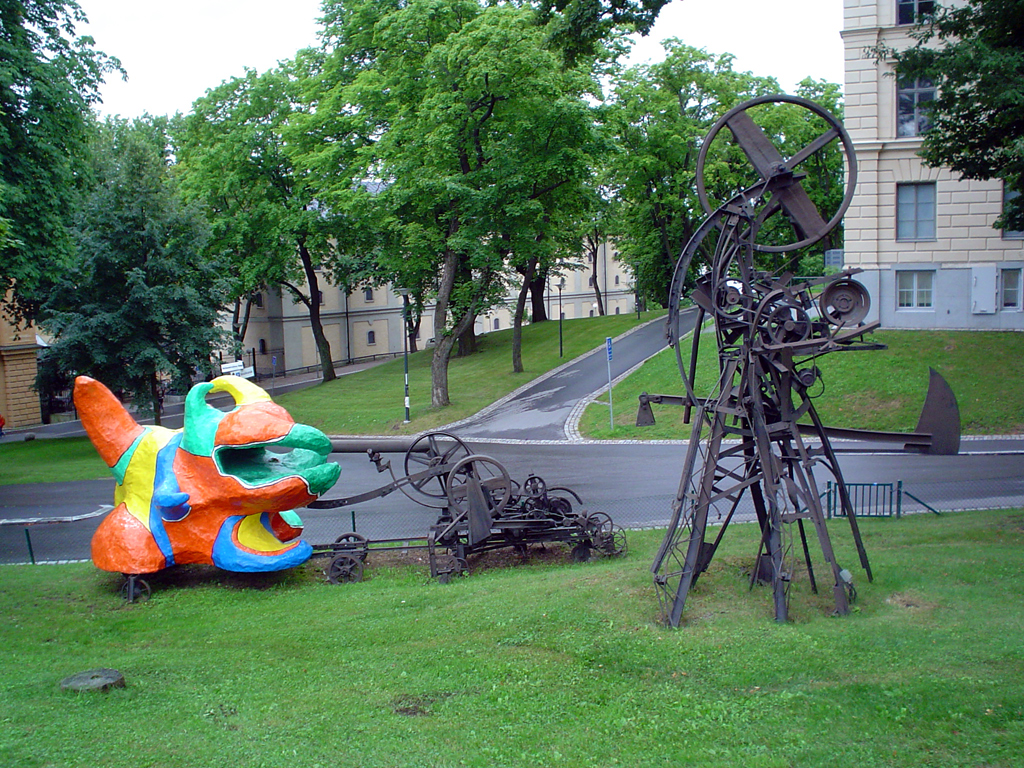
Niki de Saint Phalle och Jean Tinguely
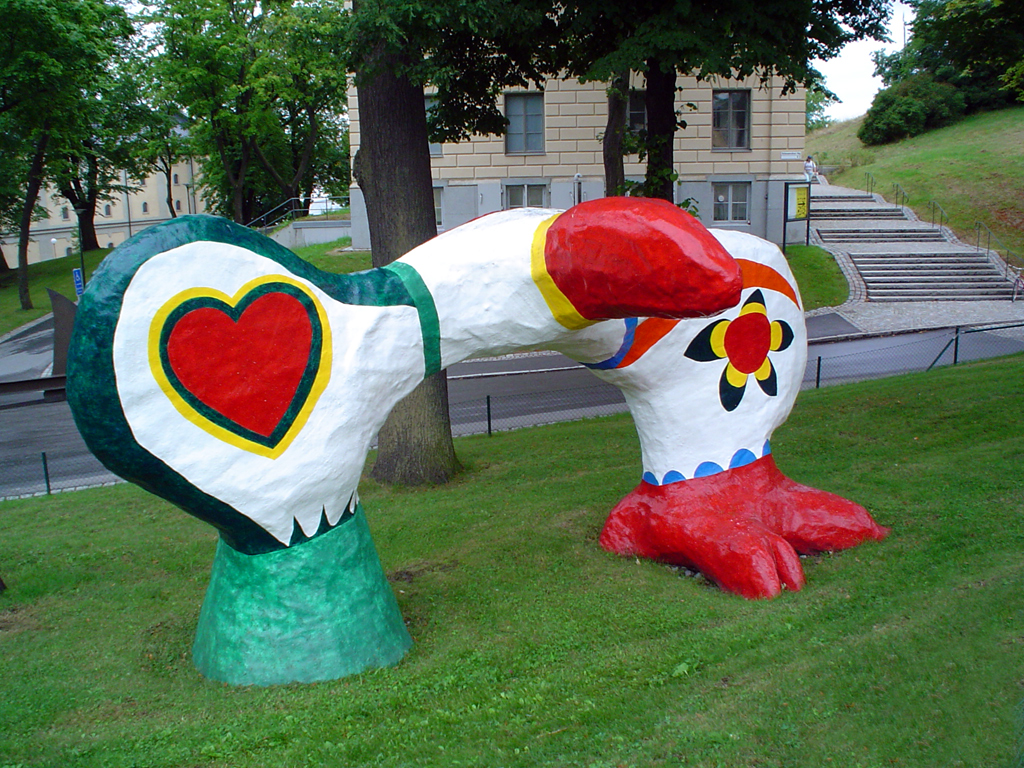
Niki de Saint Phalle